# Vốn gen

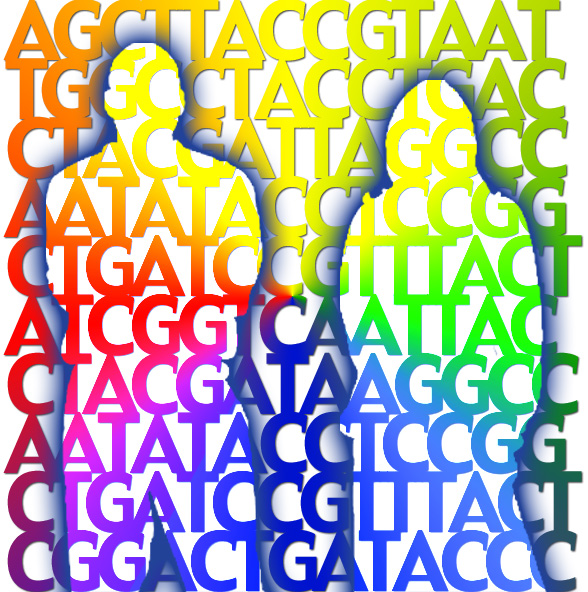
Vốn gen của một quần thể là tập hợp tất cả các alen ở quần thể đó.

Trong di truyền học quần thể, vốn gen (tiếng Anh: gene pool, IPA: /ʤiːn puːl/) là tập hợp tất cả các gen và những alen của chúng trong một quần thể sinh vật.

## Tổng quan
- Một cá thể sinh vật có rất nhiều gen, ví dụ như một "con" trực khuẩn lị E. coli có hơn 5000 gen, còn một tế bào xôma của người có tới 30.000 gen.[1][2][4]
- Mặc dù mỗi cá thể hoàn toàn có thể tồn tại độc lập (đơn lẻ), nhưng sinh tồn gặp khó khăn và rồi sẽ bị tuyệt diệt vì không hỗ trợ nhau và đặc biệt là không sinh sản để duy trì nòi giống được. Do đó, trong tự nhiên, các cá thể luôn có xu hướng tụ tập lại với nhau thành một quần tụ,[5] mà người Việt Nam quen gọi nôm na là bày (sói), đàn (voi), khóm (cây), rặng hay lũy (tre), v.v. Đó là hình ảnh của quần thể.
- Giả sử trên một hoang đảo chỉ có hai người: một nam, một nữ. Vậy tổng cộng có 60000 gen. Tuy nhiên, các gen của hai người này không thể giống nhau hoàn toàn: anh tóc đen, còn chị lại tóc vàng chẳng hạn. Nghĩa là mỗi gen có thể có nhiều alen khác nhau và tập hợp tất cả các alen này tạo thành vốn gen. Lại giả sử hai người này sinh ra con, thì do các quy luật di truyền và có thể là do đột biến nữa, đứa con sinh ra (cũng có 30.000 gen) có thể có các alen mà cả bố lẫn mẹ đều không có. Tương tự như vậy, trong một làng, một xã thì vốn gen là vô cùng nhiều.

Do vậy, khi xét một vốn gen nào, thì nhà khoa học không thể và cũng không cần xét tất cả các gen, mà chỉ xét riêng một hay một số gen nhất định mà thôi.

## Lược sử
Người  đầu tiên đề xuất khái niệm này là nhà di truyền học người Nga Александр Сергеевич Серебровский (A-lêc-xan-đrơ Xec-ghê-ê-vic Xê-rê-brôp-xki, 1892 - 1948) vào đầu những năm 1920, dưới thuật ngữ "Генофо́нд" (tiếng Anh: genofond , nghĩa là quỹ gen). Sau đó Theodosius Dobzhansky đã dịch nó sang tiếng Anh thành “gene pool” như ngày nay.

## Ý nghĩa
Ngày nay, khái niệm vốn gen có nội hàm (nội dung khái niệm) khá là khác nhau tùy theo ngữ cảnh đề cập.
- Trong di truyền học, một quần thể có vốn gen lớn chưa chắc đã có vốn gen đa dạng. Giả sử xét hai loài thực vật: loài A và loài B đều có vốn gen (tổng số alen) như nhau. Khi loài A chỉ tự thụ phấn, thì cứ qua n thế hệ, tần số cặp alen dị hợp sẽ giảm đi 1/2n, còn tần số cặp alen đồng hợp sẽ tăng lên tương ứng (quy luật Giô-han-xen); do đó tính đa dạng di truyền giảm. Còn khi loài B chỉ ngẫu phối, đời sau của nó sẽ có vốn gen đa dạng hơn nhiều, do phát sinh nhiều biến dị tổ hợp.
- Khi quần thể sinh vật bị "sự cố" nào đó, như bị cháy rừng, gặp hiện tượng cổ chai di truyền, thì vốn gen bị giảm sút, kéo theo đa dạng di ruyền trong quần thể giảm theo. Đầu thế kỉ XX, hải cẩu Bắc cực bị săn bắt quá nhiều, chỉ còn 1/10 so với ban đầu ước tính là 30000 cá thể. Sự "điều chỉnh" luật pháp ở những quốc gia liên quan đã giúp quần thể phục hồi và đến những năm cuối thế kỉ XX đã tăng lên khoảng 30000 (bằng ban đầu). Về mặt số học, tổng số gen vẫn thế, nhưng thực tế thì đa dạng di truyền giảm đi rất nhiều, nghĩa là vốn gen suy giảm.
- Trong chăn nuôi và trồng trọt, một số học giả (như Harlan và de Wet, năm 1971) đề xuất phân loại cây trồng theo vốn gen thay cách phân loại truyền thống.[7]
- Một số tác giả còn dùng khái niệm "vốn gen" với nội hàm như "ngân hàng gen".

Tóm lại, vốn gen của quần thể phản ánh sự đa dạng di truyền của quần thể đó hơn là phản ánh số lượng alen mà quần thể đó có.